# Vieille-Église

Vieille-Église este o comună în departamentul Pas-de-Calais, Franța. În 1 ianuarie 2022 avea o populație de 1.496 de locuitori.